# Акбалшык
Акбалшык (каз. Ақбалшық) — село в Жангалинском районе Западно-Казахстанской области Казахстана. Входит в состав Бирликского сельского округа. Код КАТО — 274033102.

## Население
В 1999 году население села составляло 307 человек (161 мужчина и 146 женщин). По данным переписи 2009 года, в селе проживало 247 человек (131 мужчина и 116 женщин).